# SACHIKO
「SACHIKO」（さちこ）は、ばんばひろふみが1978年にバンバンを解散後、ソロ歌手として、1979年9月21日にリリースした4枚目のシングル。

## 主な記録
オリコンチャートで週間最高2位を獲得、75.1万枚を売上、自身最大のヒット曲。TBSテレビ「ザ・ベストテン」では、1979年12月6日に8位で初登場。翌1980年1月10日に最高2位まで上昇、同年2月14日の9位迄、合計9週間ランクインされた。

## 収録曲
1. SACHIKO
作詞：小泉長一郎／作曲：馬場章幸／編曲：大村雅朗
2. 三日間の空白
作詞：中里綴／作曲・編曲：瀬尾一三